# Татарашвили, Георгий Зурабович
Георгий Зурабович Татарашвили (бел. Георгій Зурабовіч Татарашвілі; груз. გიორგი თათარაშვილი; род. 15 мая 1972, Кутаиси) — советский, грузинский и белорусский футболист, выступавший на позиции нападающего. Футбольный тренер.

## Карьера
Футбольную карьеру начинал в грузинском Кутаиси в таких клубах из города как «Торпедо-2», «Аиси», «Укимериони» и «Торпедо». В 1993 году стал выступать в составе слонимского «Коммунальника». Вместе с клубом в 1996 году стал серебряным призёром Второй лиги, тем самым отправившись выступать в Высшую лигу. Дебютный матч в чемпионате сыграл 12 апреля 1997 года против «Молодечно».  В следующем сезоне 1998 года футболист вместе с клубом вылетели в Первую лигу, которую затем выиграли, а сам футболист стал лучшим бомбардиром клуба и турнира с 22 забитыми голами. В 2001 году покинул слонимский клуб. Позже выступал за несвижский «Верас» и могилёвский клуб «Торпедо-Кадино». В июле 2004 года вернулся в слонимский «Коммунальник». В 2005 году завершил профессиональную карьеру футболиста.

## Тренерская карьера
В период с 2009 по 2012 годы работал тренером в слонимском клубе «Белтрансгаз». В феврале 2022 года стал ассистентом главного тренера в «Слониме-2017». В сентябре 2023 года стал исполнять обязанности главного тренера слонимского клуба на момент трудового отпуска Игоря Латоша. В декабре 2023 года вернулся к должности ассистента главного тренера «Слонима-2017».

## Достижения
«Коммунальник» Слоним
- Победитель Первой лиги: 1999